# اصطناع تطوري موسع
يتكون الاصطناع التطوري الموسَّع Extended evolutionary synthesis من مجموعة المفاهيم النظرية التي قيل إنها أكثر شمولاً من الاصطناع التطوري الحديث السابق للبيولوجيا التطورية التي برزت بين عامي 1918 و1942. روّج سي. إتش. وإدينجتون في خمسينيات القرن الماضي للاصطناع التطوري الموسع، الذي ناقشه ستيفن جاي غولد ونيلز ألدريج في الثمانينيات استنادًا إلى أفكار التوازن النقطي في التطور، وأعاد ماسيمو بيجليوتشي و جيرد بي. مولر  صياغة مفاهيمه في عام 2007.
يعيد الاصطناع التطوري الموسَّع النظر في الأهمية النسبية للعوامل المختلفة المؤثرة، ويفحص افتراضات عدة للاصطناع السابق، ويدعمه بعوامل سببية إضافية. يشمل الاصطناع التطوري الموسع الاصطفاء متعدد المستويات، ووراثة التخلق المتوالي عبر الأجيال، وبناء الموطن، وقابلية التطور، والعديد من مفاهيم علم الأحياء النمائي التطوري.
لم يتفق علماء الأحياء جميعهم على الحاجة إلى اصطناع موسع أو على نطاقه. تعاون الكثيرون على اصطناع آخر في علم الأحياء النمائي التطوري، يركز على علم الوراثة الجزيئي النمائي والتطور لفهم آلية عمل الاصطفاء الطبيعي على العمليات التنموية والتنادد العميق بين الكائنات الحية على مستوى التسلسلات الجينية المحفوظة.

## «الاصطناع الحديث» السابق

اجتمعت العديد من الأفكار الرئيسية حول التطور في علم الوراثة السكانية في أوائل القرن العشرين لتشكيل التوليف الحديث ، بما في ذلك التباين الجيني ، و الانتقاء الطبيعي ، وجسيمات (مندل) للميراث. أنهى هذا كسوف الداروينية وحل محله مجموعة متنوعة من نظريات التطور غير الداروينية. ومع ذلك ، لم يتوحد كل علوم الأحياء ، مع حذف علم مثل علم الأحياء التنموي.

مثل الاصطناع الحديث نهج الاصطناع المقبول على نطاق واسع في أوائل القرن العشرين، إذ وفق بين نظرية تشارلز داروين للتطور عبر الاصطفاء الطبيعي ونظرية غريغور مندل في علم الوراثة ضمن إطار رياضي مشترك، ورسخ التطور كنموذج فكري مركزي للبيولوجيا. وحّد الباحثون في القرن التاسع عشر أفكار الاصطفاء الطبيعي لداروين وعلم الوراثة المندلية، وكان من بينهم رونالد فيشر، أحد مؤسسي علم الوراثة السكانية الثلاثة، وجيه. بي. إس. هولدين وسيوال رايت، بين عامي 1918 و1932. قدم جوليان هكسلي عبارة «الاصطناع الحديث» في كتابه الصادر عام 1942، والذي حمل عنوان التطور: الاصطناع الحديث.

## التاريخ المبكر
دعا عالم الأحياء الإنجليزي سي. إتش. وادينجتون خلال خمسينيات القرن الماضي إلى اصطناع موسع بناءً على بحثه في علم التخلق والتمثل الجيني. اقترح عالم الحيوان النمساوي روبرت ريدل أيضًا اصطناعًا موسعًا، مع دراسة قابلية التطور. كتب مايكل جيه. دي. وايت في عام 1978 عن توسع للاصطناع الحديث استنادًا إلى بحثه الجديد عن الانتواع.

## الثمانينيات: التوازن النقطي
دافع عالما الحفريات الأمريكيان ستيفن جاي غولد ونيلز إلدردج في ثمانينيات القرن الماضي عن الاصطناع الموسع بناءً على فكرتهما عن التوازن النقطي، ودور اصطفاء الأنواع في تشكيل الأنماط التطورية واسعة النطاق والاصطفاء الطبيعي الذي يعمل على مستويات متعددة تمتد من الجينات إلى الأنواع. كتب عالم الأخلاق جون إندلر ورقة بحثية في عام 1988 يناقش فيها عمليات التطور التي رأى أنها مهملة.